# The General Strike
The General Strike è il nono album del gruppo hardcore punk Anti-Flag, pubblicato il 20 marzo 2012 dalla SideOneDummy. È il secondo album con l'etichetta di Los Angeles, dopo la conclusione del contratto con la major RCA.

## Tracce
1. Controlled Opposition – 0:22
2. The Neoliberal Anthem – 3:18
3. 1915 – 2:52
4. This Is The New Sound – 2:46
5. Bullshit Opportunities – 2:36
6. The Ranks of The Masses Rising – 2:29
7. Turn a Blind Eye – 1:19
8. Broken Bones – 3:01
9. I Don't Wanna – 2:27
10. Nothing Recedes Like Progress – 2:18
11. Resist – 1:02
12. The Ghosts of Alexandria – 2:54

Tracce bonus (iTunes)
1. Wrong Color – 2:44

Tracce bonus nell'edizione 10th Anniversary
1. Whistleblower – 2:40
2. SKATE – 1:19

## Formazione
- Justin Sane – chitarra, voce
- Chris Head – chitarra
- Chris #2 – basso, voce
- Pat Thetic – batteria